# Рубин, Тибор
Тибор «Тед» Рубин (18 июня 1929 — 5 декабря 2015) — капрал армии США. 
Его предки — венгерские евреи. Ему удалось избежать Xолокоста и в 1948 году эмигрировать в США. Участвовал в Корейской войне, провёл 30 месяцев в китайском плену, причём много и с риском для жизни помогал другим военнопленным. В 2005 году, спустя 55 лет после войны получил Медаль Почёта от президента Джорджа Буша-младшего. Рубина несколько раз представляли к различным военным наградам, но командование отклоняло представления из-за антисемитизма. Товарищи-солдаты Рубина давали показания в поддержку его награждения, они заявили что сержант, командир Рубина «был антисемитом, поручавшим Рубину опасные задания в надежде на его гибель». В ноябре 2016 года президент Обама подписал распоряжение о переименовании медицинского центра Long Beach California VA в честь Рубина.

## Биография
Тибор Рубин родился 18 июня 1929 года в г. Пасто (Венгрия), где жило 120 еврейских семей. Его отцом был сапожник Ференц Рубин. Тибор был одним из шести детей (родившихся в трёх браках) сапожника Рубина). Когда Тибору было 13 лет Ференц и его мачеха Роза Рубин попытались отправить его в нейтральную Швейцарию, где он был бы в безопасности. Однако Тибора поймали и отправили в концентрационный лагерь Маутхаузен в Австрии. 14 месяцев спустя Рубина освободили американские войска. Его родители и сестра пропали без вести в ходе Холокоста.
В 1948 году Рубин переехал в США, поселился в Нью-Йорке. Сначала он работал сапожником, затем выучился на мясника и около года проработал в венгерском мясном магазине Майкла Бела Уильяма на третьей авеню в квартале Йорквилль.
В 1949 году Рубин попытался поступить в  армию США, но провалил экзамен по английскому языку. В 1950 году он сделал новую попытку и успешно прошёл испытания с помощью двух товарищей, сдававших с ним вместе экзамены.   
В июле 1950 года рядовой первого класса Рубин сражался в южной Корее в составе роты I 8-го кавалерийского полка первой кавалерийской дивизии . Согласно обширным показаниям около дюжины человек, служивших с Рубином в южной и северной Корее (согласно их собственному описанию в основном они были «деревенскими ребятами» с Юга и Среднего запада) антисемитски настроенный сержант Артур Пейтон постоянно «выбирал добровольцем» Рубина в самые опасные патрули и задания. 
Согласно показаниям его товарищей в ходе одной из миссий Рубин обеспечил отход своей стрелковой роты, в одиночку удерживая высоту в течение 24 часов, сдерживая волну за волной северокорейских солдат. За этот подвиг и другие проявления доблести два командира Рубина четыре раза представляли его к медали Почёта. Вскоре оба офицера погибли в бою, но они успели отдать приказ сержанту Рубина оформить бумаги , необходимые для награждения медалью Почёта.  Некоторые из товарищей Рубина присутствовали при этом и подтвердили, что приказ был отдан, и все были уверены, что сержант Пейтон намеренно проигнорировал приказ. Капрал Гарольд Спикман в показании, заверенном у нотариуса, отметил «Я от всего сердца уверен, что сержант скорее подвергся бы опасности, чем как-нибудь помог тому, кто стремился наградить медалью Почёта человека еврейского происхождения».  
К концу октября 1950 года многочисленные китайские войска пересекли границу северной Кореи и атаковали неподготовленные американские войска, которые оказались в ловушке в глубине северокорейской территории. Большая часть полка, где служил Рубин погибла, или попала в плен. Рубин, получив тяжёлые ранения, попал в плен, где провёл следующие 30 месяцев в лагере для военнопленных.
Испытывая постоянный голод, страдая от грязи и болезни, большинство пленных опустилось морально. «Никто не хотел никому помогать. Каждый был сам за себя» - писал сержант, военнопленный Лео А. Кормье. Рубин стал исключением. Почти каждый вечер он прокрадывался за пределы лагеря и обворовывал китайские и северокорейские пищевые склады. Он знал, что его пристрелят, если поймают. «Он по-братски делил пищу с военнослужащими», - писал Кормье – «Он заботился о нас, выхаживал больных, носил нас на себе до туалета…он делал множество добрых дел, говорил нам что это называется мицва по еврейским традициям…он был очень набожным евреем, помощь товарищам была наиболее важным делом для него». Пережившие лагерь считали, что выжили благодаря Рубину, который спас, по меньшей мере, 40 американских солдат. 
Рубин отклонял повторяющиеся предложения своих тюремщиков репатриировать его в Венгрию, которая к тому времени находилась за железным занавесом.
В 1993 году руководством армии США было проведено расследование о расовой дискриминации в распределении медалей. В 2001 году после рассмотрения дела Леонарда М. Кравица Конгресс распорядился, чтобы военные пересмотрели некоторые дела. Последующее расследование показало, что Рубин стал жертвой дискриминации ввиду его религиозной принадлежности и его следует наградить медалью Почёта.   
В 2005 году президент Джордж Буш-младший вручил медаль Почёта Рубину на церемонии в Белом доме за его действия в 1950 году во время Корейской войны.
По завершении военной службы он работал в водочном магазине у своего брата на Лонг-бич.  Рубин жил в Гарден-Гров, штат Калифорния. Рубин регулярно работал добровольцем в госпитале ветеранов Лонг-бич и получил награду за то что отработал свыше 20 тыс. часов волонтёром. 10 мая 2017 года медицинский центр был переименован в его честь «Tibor Rubin VA Medical Center».
Рубин умер 5 декабря 2015 года в своём доме в Гарден-гров. Жена Ивонна и двое детей Франк и Рози пережили его. 
Тибор Рубин стал одним из героев документального фильма 2013 года «Finnigan's War» режиссёра Конора Тиммиса. Рубин вспоминает свои приключения во время Холокоста и в корейском лагере военнопленных. В интервью с Буиным врезано изображение президента Джоджа Буша-младшего, рассказывающего о жизни Рубина в ходе церемонии награждения медалью Почёта в 2005 году. Актёр Марк Хэмилл зачитывает наградную запись Рубина к медали Почёта. Режиссёр Тиммис был весьма впечатлён позитивным настроем Рубина и его чувством юмора, несмотря на все страдания перенесённые им в течение жизни.

## Награды
| |  |  |  |
| Бронзовый пучок дубовых листьев                                                                                   |  |  |  |
| |  |  |  |
| Бронзовая звезда за службу · Бронзовая звезда за службу · Бронзовая звезда за службу · Бронзовая звезда за службу |  |  |  |

| Значок боевого пехотинца                                              |                                                                       |                                                                       |                                                                       |                                                               |                                                               |                                                               |                                                               |                                             |                                             |                                             |                                             |
| Медаль Почёта                                                         | Медаль Почёта                                                         | Медаль Почёта                                                         | Медаль Почёта                                                         | Медаль Почёта                                                 | Медаль Почёта                                                 | Пурпурное сердце с бронзовым дубовым листом                   | Пурпурное сердце с бронзовым дубовым листом                   | Пурпурное сердце с бронзовым дубовым листом | Пурпурное сердце с бронзовым дубовым листом | Пурпурное сердце с бронзовым дубовым листом | Пурпурное сердце с бронзовым дубовым листом |
| Медаль военнопленного                                                 | Медаль военнопленного                                                 | Медаль военнопленного                                                 | Медаль военнопленного                                                 | Медаль «За службу в оккупационной армии» w/с пряжкой «Япония» | Медаль «За службу в оккупационной армии» w/с пряжкой «Япония» | Медаль «За службу в оккупационной армии» w/с пряжкой «Япония» | Медаль «За службу в оккупационной армии» w/с пряжкой «Япония» | Медаль «За службу национальной обороне»     | Медаль «За службу национальной обороне»     | Медаль «За службу национальной обороне»     | Медаль «За службу национальной обороне»     |
| Медаль «За службу в Корее» с четырьмя бронзовыми звёздами за кампанию | Медаль «За службу в Корее» с четырьмя бронзовыми звёздами за кампанию | Медаль «За службу в Корее» с четырьмя бронзовыми звёздами за кампанию | Медаль «За службу в Корее» с четырьмя бронзовыми звёздами за кампанию | Медаль «За службу ООН в Корее»                                | Медаль «За службу ООН в Корее»                                | Медаль «За службу ООН в Корее»                                | Медаль «За службу ООН в Корее»                                | Медаль «За службу на Корейской войне»       | Медаль «За службу на Корейской войне»       | Медаль «За службу на Корейской войне»       | Медаль «За службу на Корейской войне»       |

|  |  |  |  |

| Благодарность президента Республики Корея (армейская версия) |

## Наградная запись
За выдающуюся храбрость и доблесть [проявленные] с риском для жизни в ходе выполнения и перевыполнения долга службы: капрал Тибор Рубин отличился благодаря необычайному героизму  в период с 23 июня 1950 года по 20 апреля 1953 года в ходе службы стрелком в роте I 8-го кавалерийского полка первой кавалерийской дивизии в республике Корея. Когда его отряд отступал с Пусанского периметра капрал Рубин остался, чтобы прикрыть жизненно важную дорогу Тэгу -  Пусан, по которой отступала его часть. В ходе последующего боя многочисленные северокорейские войска штурмовали высоту, которую в одиночку защищал капрал Рубин. В течение 24-часовой битвы он в одиночку нанёс ошеломляющие потери атакующим, задержал вражеское наступление и позволил 8-му кавалерийскому полку успешно отступить. После прорыва сил ООН с Пусанского периметра 8-й кавалерийский полк направился на север и начал наступление в северной Корее. В ходе наступления он помог захватить несколько сотен северокорейских солдат. 30 октября 1950 года китайские войска атаковали его часть в Унсане, северная Корея в ходе массированной ночной атаки. В течение ночи Рубин стрелял из пулемёта 0.30 калибра на южном краю линии его отряда, трое его предшественников пулемётчиков были убиты. Рубин продолжал вести огонь из пулемёта, пока не исчерпал боезапас. Его решительная оборона замедлила наступление противника в его секторе, позволив остаткам его отряда отступить на юг. В ходе битвы сержант Рубин получил тяжёлое ранение и был пленён китайцами. Несмотря на предложения китайцев вернуть его в Венгрию Рубин решил остаться в лагере. Пренебрегая собственной безопасностью капрал Рубин немедля начал прокрадываться по ночам за пределы лагеря в поисках пищи для своих товарищей. Пробираясь на вражеские склады и в сады он рисковал, что его убьют или подвергнут пытке если поймают. Капрал Рубин не только доставлял пищу страдающим солдатам но также оказывал медицинскую помощь и моральную поддержку больным и раненым заключённым лагеря военнопленных. Своими храбрыми самоотверженными действиями он спас жизни по меньшей мере 40 своих товарищей-заключённых. Храбрые действия капрала Рубина в близком контакте с врагом и несгибаемое мужество и храбрость во время плена поддержали высочайшие традиции военной службы и принесли великую славу ему и армии США.     
Оригинальный текст (англ.)
For conspicuous gallantry and intrepidity at the risk of his life above and beyond the call of duty: Corporal Tibor Rubin distinguished himself by extraordinary heroism during the period from July 23, 1950, to April 20, 1953, while serving as a rifleman with Company I, 8th Cavalry Regiment, 1st Cavalry Division in the Republic of Korea. While his unit was retreating to the Pusan Perimeter, Corporal Rubin was assigned to stay behind to keep open the vital Taegu-Pusan Road link used by his withdrawing unit. During the ensuing battle, overwhelming numbers of North Korean troops assaulted a hill defended solely by Corporal Rubin. He inflicted a staggering number of casualties on the attacking force during his personal 24-hour battle, single-handedly slowing the enemy advance and allowing the 8th Cavalry Regiment to complete its withdrawal successfully. Following the breakout from the Pusan Perimeter, the 8th Cavalry Regiment proceeded northward and advanced into North Korea. During the advance, he helped capture several hundred North Korean soldiers. On October 30, 1950, Chinese forces attacked his unit at Unsan, North Korea, during a massive nighttime assault. That night and throughout the next day, he manned a .30 caliber machine gun at the south end of the unit's line after three previous gunners became casualties. He continued to man his machine gun until his ammunition was exhausted. His determined stand slowed the pace of the enemy advance in his sector, permitting the remnants of his unit to retreat southward. As the battle raged, Corporal Rubin was severely wounded and captured by the Chinese. Choosing to remain in the prison camp despite offers from the Chinese to return him to his native Hungary, Corporal Rubin disregarded his own personal safety and immediately began sneaking out of the camp at night in search of food for his comrades. Breaking into enemy food storehouses and gardens, he risked certain torture or death if caught. Corporal Rubin provided not only food to the starving Soldiers, but also desperately needed medical care and moral support for the sick and wounded of the POW camp. His brave, selfless efforts were directly attributed to saving the lives of as many as forty of his fellow prisoners. Corporal Rubin's gallant actions in close contact with the enemy and unyielding courage and bravery while a prisoner of war are in the highest traditions of military service and reflect great credit upon himself and the United States Army.
— 

### Видео
- Video of Medal of Honor Presentation by George W. Bush, September 23, 2005, from CSPAN
- List of Videos for Medal of Honor Recipient Corporal Tibor Rubin, U.S. Army website
- Tibor Rubin – Medal of Honor, Korean War, Artisan Books and the Congressional Medal of Honor Foundation